# Estação Doctores
A Estação Doctores é uma das estações do Metrô da Cidade do México, situada na Cidade do México, entre a Estação Salto del Agua e a Estação Obrera. Administrada pelo Sistema de Transporte Colectivo, faz parte da Linha 8.
Foi inaugurada em 20 de julho de 1994. Localiza-se no cruzamento do Eixo Central Lázaro Cárdenas com a Rua Dr. Liceaga. Atende os bairros Obrera e Doctores, situados na demarcação territorial de Cuauhtémoc. A estação registrou um movimento de 4.519.391 passageiros em 2016.